# جيف تومسون (سياسي نيوزيلندي)
جيف تومسون (بالإنجليزية: Geoffrey Thompson)‏ هو محامي وسياسي نيوزيلندي، ولد في 1940. انتخب عضو مجلس النواب النيوزيلندي.